# Monster (scheikunde)

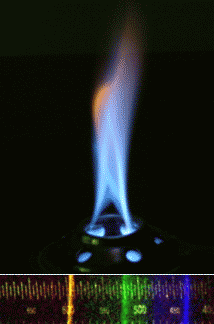
Spectrometrie van een spiritusvlam

Een monster is in de scheikunde een vloeistof, een vaste stof of een gas dat onderzocht dient te worden op de aan- of afwezigheid van bepaalde bestanddelen. 
Een te onderzoeken monster kan bestaan uit de meest uiteenlopende stoffen, van chemische substanties tot voedingsmiddelen, van olie en verf tot frisdrank.
Voor een chemische analyse dient een monster eerst geprepareerd te worden om de concentratie te bepalen. De wijze van prepareren hangt af van onder andere de aggregatietoestand en de oplosbaarheid. Een monster wordt meestal opgelost in bijvoorbeeld water of oplosmiddelen als methanol. Vaste stoffen worden in de regel eerst verpulverd of vermalen met bijvoorbeeld een vijzel of een molen.
Het monster wordt vaak verhit om de oplosbaarheid te verhogen, of verast in een (moffel)oven. Hierbij wordt het monster tot as verhit, terwijl de te onderzoeken stof(fen) aanwezig blijft, een goed voorbeeld hiervan is asbest. Er zijn echter ook stoffen die bij een verhoogde temperatuur afbreken, waardoor ze niet verhit kunnen worden.
Vaste stoffen die in een vloeistof zitten kunnen worden gefiltreerd, door ze langs een filter te leiden met een poriegrootte die kleiner is dan de te onderzoeken deeltjes, waarna deze als substraat achterblijven en kunnen worden gedroogd en onderzocht of worden opgelost voor verdere analyse.
Vloeibare monsters kunnen worden gekookt waardoor er een reactie in de vloeistof plaatsvindt waarbij het te bepalen bestanddeel vrijkomt. Een andere methode is het toevoegen van een chemische stof zodat deze reageert met het bestanddeel dat onderzocht dient te worden. Hierdoor wordt het bestanddeel gebonden met of juist gescheiden van een andere stof. Bij indampen wordt een vloeistof verhit zodat de te onderzoeken bestanddelen als substraat achterblijven. Zowel bij het koken, chemische bewerking of indampen wordt het substraat naderhand vaak opgelost in een oplosmiddel voor verdere analyse.
Gasmonsters kunnen zowel direct worden geanalyseerd als bewerkt worden een analyse uit te voeren. Dit kan bijvoorbeeld door het gas op te lossen in een oplosmiddel, zoals gebeurt bij gaschromatografie.

## Monsters van een hemellichaam
Monsters van een hemellichaam worden soms ter plaatse geanalyseerd, waarna de data worden doorgestuurd naar de Aarde. Soms worden ook monsters naar de Aarde gebracht.

### Naar de Aarde gebracht
Op elke bemande maanlanding en enkele onbemande maanlandingen zijn maanstenen mee terug naar de Aarde gebracht.
Stardust heeft interstellaire stofdeeltjes en komeetdeeltjes opgevangen en naar de Aarde gebracht.
Genesis heeft zonnewind opgevangen en naar de Aarde gebracht.
Hayabusa heeft stof van planetoïde Itokawa naar de Aarde gebracht.
Er zijn nog nooit monsters van andere planeten naar de Aarde gebracht. Er zijn wel plannen voor een Mars sample return mission.